# Strome Castle
Strome Castle ist die Ruine einer Niederungsburg an den Ufern des Loch Carron in Stromemore, 5,5 Kilometer südwestlich des Dorfes Lochcarron auf einer Landzunge zwischen dem Loch Carron und dem Loch Kishorn in der schottischen Council Area Highland.

## Beschreibung
Die Ruine von Strome Castle besteht heute hauptsächlich nur noch aus den Resten eines Turmes und einer großen Halle. Durch die Sprengung von 1602 wurde hauptsächlich der Turm zerstört, Teile davon liegen in einem weiten Umkreis herum, die Halle war ursprünglich weniger betroffen. Nach der Zerstörung ist die Burg wahrscheinlich nicht mehr wiedererbaut worden. Die Halle der Burg hatte im Norden und Westen eine Tür und ursprünglich einen Boden aus Holz. Da keine Kamine auffindbar sind, wird vermutet, dass die Halle mit einer offenen, zentralen Feuerstelle beheizt wurde. Im Ostteil der Halle gab es einen Brunnen aus behauenen Steinen,

## Geschichte
Die Macdonalds, Earls of Ross, ließen die Burg im 15. Jahrhundert erbauen. 1472 gehörte Strome Castle dem Clan MacDonald of Lochalsh, und Alan MacDonald Dubh, der 12. Clan Chief der Camerons, war Konstabler für die MacDonalds of Lochalsh.
1539 verlehnte König Jakob V. die Burg an den Clan MacDonald of Glengarry, und Hector Munro, 1. of Erribol vom Clan Munro war Konstabler der Burg.
1602 wurde die Burg von den Truppen von Kenneth Mackenzie, 1. Lord Mackenzie of Kintail, Clanchef der MacKenzies, mit der Hilfe ihrer Verbündeter vom Clan Matheson belagert. Nachdem sich die MacDonalds ergeben hatten, wurde Strome Castle zerstört und gesprengt. Die MacDonalds of Glengarry ließen eine neue Burg namens Invergarry Castle erbauen.
Heute gehört die Ruine von Strome Castle dem National Trust for Scotland. Die Burgruine besteht gegenwärtig aus dem Hof und den Überresten eines Turmes mit quadratischem Grundriss. Sie gilt als Scheduled Monument.